# Julij Daniel
Julij Markovitj Daniel (ryska: Юлий Маркович Даниэль), född 15 november 1925, död 30 december 1988, var en sovjetisk dissident, författare, poet och översättare. Han skrev ofta under pseudonymerna Nikolaj Arzjak och Ju. Petrov.
Daniel deltog som frivillig under andra världskriget, men sårades svårt 1944 och fick därefter invalidpension av staten.
Daniel arresterades 1965 efter att ha publicerat satiriska böcker utomlands. I den beryktade Sinjavskij-Daniel-rättegången dömdes han till fem års straffarbete för "antisovjetisk aktivitet". Den parodiska rättssaken medförde att många författare utomlands engagerade sig för de två sovjetryssarnas sak. Efter att ha avtjänat straffet valde Daniel att stanna i landet och bosatte sig i Kaluga efter att ha nekats uppehållstillstånd i Moskva.
Daniel kom att under en tid sitta i samma mordvinska arbetsläger - läger nr:3 - som dissidenten Anatolij Martjenko, som berättar om honom i sin bok Mitt vittnesbörd.  När Martjenko fick lämna sin lägertillvaron skrev Daniel:
”På det hela har det inte gått
så illa, och ett märkvärdigt öde du fått.
Här blev du döv att börja med
men du fick också lära dig att se
Du kan vara stolt över din lott
Hur många ser av dem som ögon fått?
Med högaktningsfull vänskap och de varmaste välgångsönskningar till Tolja Martjenko
från Julij Daniel” 
Utgivningen av Daniels och kollegan Andrej Sinjavskijs böcker och den efterföljande  rättsprocessen räknades som startskottet för den moderna sovjetiska dissidentrörelsen.